# サラ・オルスヴィグ
サラ・オルスヴィグ（グリーンランド語: Sara Olsvig、1978年9月26日 - ）は、グリーンランドの政治家、元イヌイット友愛党党首（2014年 - 2018年）。
校長を務めるラルス・オルスヴィグと、博物館館長を務めるアンネ・メッテ・オルスヴィグの娘として、グリーンランドの主都ゴットホープ（現ヌーク）で生まれ育った。2002年にグリーンランド大学で学士号を、2008年にコペンハーゲン大学で人類学の修士号を取得した。ナヴァラナという一人娘がいる。
2013年3月13日にグリーンランド議会議員に、2014年3月30日にはクーピク・クライストの後任としてイヌイット友愛党の党首に就任した。尚、デンマークの国会には、定数179議席のうち2議席がグリーンランドの議席として割り振られており、2011年9月15日から2015年6月18日にかけては、デンマークの国会議員も務めた。
2022年時点では、イヌイット周極会議 (ICC) の議長を務めている。